# Espécies de Anthurium
Esta é uma lista de espécies do género Anthurium ordenadas alfabeticamente.
- Anthurium acaule

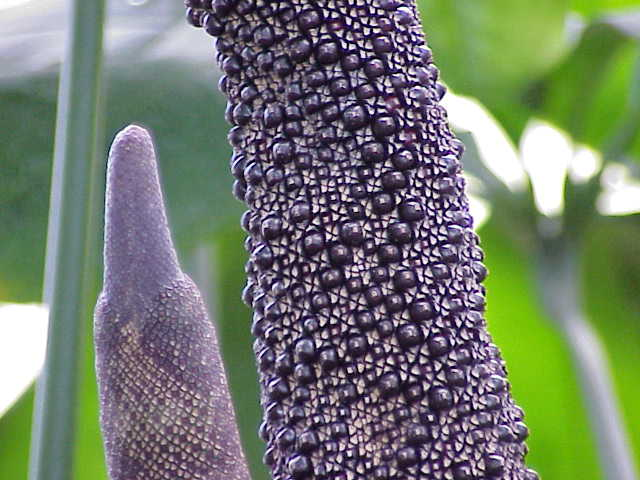
Anthurium digitatum

  - Anthurium acaule  var. ellipticum
  - Anthurium acaule var. scolopendrium
- Anthurium acutangulum
- Anthurium acutifolium
  - Anthurium acutifolium var. acutifolium
  - Anthurium acutifolium var. herrerae
- Anthurium acutinervium
- Anthurium acutissimum
- Anthurium acutum
- Anthurium aduncum
- Anthurium affine
- Anthurium agnatum
- Anthurium alatipedunculatum
- Anthurium albaretii
- Anthurium albicaule
- Anthurium albidum
- Anthurium albispatha
- Anthurium albocostatum
- Anthurium albovirescens

Anthurium andreanum

- Anthurium album hort. (A. andreanum x A. clementinae)
- Anthurium alegriasense
- Anthurium alienigenum
- Anthurium allendorfii x hort
- Anthurium alticola
- Anthurium amnicola
- Anthurium amoenum
  - Anthurium amoenum var. amoenum
  - Anthurium amoenum var. humile
- Anthurium anceps
- Anthurium x andegavense hort.
- Anthurium andicola
- Anthurium andinum
- Anthurium andraeanum: Flamingo Lily
- Anthurium angosturense
- Anthurium angamarcanum
- Anthurium angustatum
- Anthurium angustilaminatum
  - Anthurium angustilaminatum subsp. angustilaminatum
  - Anthurium angustilaminatum subsp. cibuserpentis
- Anthurium angustilobum
- Anthurium angustinum
- Anthurium angustisectum
- Anthurium angustispadix
- Anthurium anorianum
- Anthurium antioquiense
- Anthurium antonioanum
- Anthurium antrophyoides
- Anthurium apaporanum
- Anthurium arebo
- Anthurium araliaefolium
- Anthurium argyropyllum
- Anthurium argyrostachyum
- Anthurium aripoense
- Anthurium arisaemoides
- Anthurium aristatum
- Anthurium armeniense
- Anthurium aroense
- Anthurium asplundii
- Anthurium atropurpureum
  - Anthurium atropurperum var. arenicola
  - Anthurium atropurpureum var. atropurpureum
  - Anthurium atropurpureum var. thomasii
- Anthurium atroviride
- Anthurium aucanum
- Anthurium augustinum
- Anthurium aureum
- Anthurium auritum
- Anthurium austinsmithii
- Anthurium baezanum
- Anthurium bakeri
- Anthurium balaoanum
- Anthurium balslevii
- Anthurium barbadosense
- Anthurium barclayanum
- Anthurium barryi
- Anthurium basirotundum
- Anthurium belangeri
- Anthurium bellum
- Anthurium beltianum
- Anthurium bernardii
- Anthurium berriozabalense
- Anthurium berryi
- Anthurium besseae
- Anthurium betanianum
- Anthurium bicollectivum
- Anthurium bicolor
- Anthurium bimarginatum
- Anthurium binotii
- Anthurium bittneri
- Anthurium blanchetianum
- Anthurium bogotense
- Anthurium bonplandii
  - Anthurium bonplandii subsp. bonplandii
  - Anthurium bonplandii subsp. cuatrecasii
  - Anthurium bonplandii subsp. guayananum
- Anthurium bradeanum
- Anthurium bredemeyeri
  - Anthurium bredemeyeri var. elongatum
  - Anthurium bredemeyeri var. lanceolatum
- Anthurium brenesii
- Anthurium brevilobum
- Anthurium brevipedunculatum
- Anthurium brevipes
- Anthurium breviscapum
- Anthurium brevispadix
- Anthurium brewsteri
- Anthurium brittonianum
- Anthurium bromelicola
  - Anthurium bromelicola subsp. bahiense
  - Anthurium bromelicola subsp? bromelicola
- Anthurium brownii
- Anthurium bucayanum
- Anthurium buchtienii
- Anthurium buganum
  - Anthurium buganum var. acutangulum
- Anthurium buglossum
- Anthurium bulaoanum
- Anthurium bullianum
- Anthurium bullosum
- Anthurium burfordiense x hort.
- Anthurium burgeri
- Anthurium bushii
- Anthurium cabrerense
- Anthurium cabuyalense
- Anthurium cachabianum
- Anthurium cainarachense
- Anthurium calense
- Anthurium caloveboranum
- Anthurium campii
- Anthurium camposii
- Anthurium canaliculatum
- Anthurium candolleanum
- Anthurium caperatum
- Anthurium caraboboense
- Anthurium caramantae
- Anthurium carchiense
- Anthurium carinatum
- Anthurium caripense
- Anthurium carneospadix
- Anthurium carnosum
- Anthurium cartiense
- Anthurium cartilagineum
- Anthurium cataniapoense
- Anthurium caucanum
  - Anthurium caucanum var. maximum
- Anthurium caulorrhizum
- Anthurium ceratiinum
- Anthurium ceronii
- Anthurium cerrobaulense
- Anthurium cerrocampanense
- Anthurium cerropelonense
- Anthurium cerropirrense
- Anthurium chamberlaini
- Anthurium chamulense
  - Anthurium chamulense ssp. chamulense
  - Anthurium chamulense ssp. oaxacanum
- Anthurium x chantinianum (A. andreanum x A. houletianum
- Anthurium x chantrieri hort.) (A. subsignatum x A. nymphaeifolium
- Anthurium x chelseiensis
- Anthurium chiapasense
  - Anthurium chiapasense ssp. chiapasense.
  - Anthurium chiapasense subsp. tlaxiacense
- Anthurium chiriquense
- Anthurium chlorostachyum
- Anthurium chorense
- Anthurium chorranum
- Anthurium chromostachyum
- Anthurium cineraceum
- Anthurium cinereopetiolatum
- Anthurium circinatum
- Anthurium citrifolium
  - Anthurium citrifolium var. purpureospadix
  - Anthurium citrifolium var. verruculosum
- Anthurium clarinervium
- Anthurium clathratum
- Anthurium clavatum
- Anthurium clavigerum
- Anthurium cleistanthum
- Anthurium x clementinae (A. lindenianum x A. andreanum)
- Anthurium clidemioides
  - Anthurium clidemioides subsp. pacificum
- Anthurium cochliodes
- Anthurium coclense
- Anthurium coerulescens
- Anthurium cogolloanum
- Anthurium collinsii
- Anthurium colocasiaefolium
- Anthurium colonense
- Anthurium colonicum
- Anthurium coloradense
- Anthurium comtum
- Anthurium concinnatum
- Anthurium concolor
- Anthurium conjuctum
- Anthurium consimile
- Anthurium consobrinum
- Anthurium conspicuum
- Anthurium conterminum
- Anthurium corallinum
- Anthurium cordatotriangulum
- Anthurium cordatum
- Anthurium cordifolium
- Anthurium cordiforme
  - Anthurium cordiforme var. divergens
- Anthurium cordulatum
- Anthurium coriaceum
- Anthurium coripatense
- Anthurium correae
- Anthurium corrugatum
- Anthurium costatum
- Anthurium cotobrusii
- Anthurium cowanii
- Anthurium crassifolium
- Anthurium crassilaminum
- Anthurium crassinervium
  - Anthurium crassinervium var. caatingae
- Anthurium crassipes
- Anthurium crassiradix
  - Anthurium crassiradix  var. crassiradix
  - Anthurium crassiradix var. purpureospadix
- Anthurium crassitepalum
- Anthurium crassivenium
- Anthurium cremersii
- Anthurium crenatum
- Anthurium croatii
- Anthurium x crombezianum x hort.
- Anthurium x cruentum
- Anthurium crystallinum
  - Anthurium crystallinum fo. peltifolium
- Anthurium cuasicanum
- Anthurium cubense
- Anthurium cucullatum
- Anthurium cucullispathum
- Anthurium cuenzanum
- Anthurium x cultorum
- Anthurium cultrifolium
- Anthurium cundinamarcense
- Anthurium cuneatissimum
- Anthurium cupreonitens
- Anthurium cupreum
- Anthurium cupulispathum
- Anthurium curtispadix
- Anthurium curvatum
- Anthurium curvilaminum
- Anthurium curvispadix
- Anthurium cuspidatum
- Anthurium cuspidiferum
- Anthurium cutucuense
- Anthurium cymbiforme
- Anthurium cymbispatha
- Anthurium cyrtopodum hort.
- Anthurium davidsoniae
- Anthurium debilipeltatum
- Anthurium decurrens
- Anthurium deflexum
- Anthurium dendrobates
- Anthurium denudatum
- Anthurium x desmetianum x hort (A. leopoldianum x A. andreanum)
- Anthurium devansayanum
- Anthurium dichrophyllum
- Anthurium dictyophyllum
- Anthurium digitatum
- Anthurium discolor
- Anthurium dolichophyllum
- Anthurium dolichostachyum
- Anthurium dombeyanum
- Anthurium dominicense
  - Anthurium dominicense var. sintenisii
- Anthurium draconopterum
- Anthurium dressleri
- Anthurium dukei
- Anthurium durandii
- Anthurium dussii
- Anthurium dwyeri
- Anthurium eburneum
- Anthurium ecuadorense
- Anthurium eduardii
- Anthurium effusilobum
- Anthurium eggersii
- Anthurium eichleri
- Anthurium elatius
- Anthurium elegantulum
- Anthurium ellipsoideum
- Anthurium emarginatum
- Anthurium eminens
- Anthurium engleri
- Anthurium erectum
- Anthurium ernestii
  - Anthurium ernestii var. oellgaardii
- Anthurium erythrocarpum
- Anthurium erythropodum
- Anthurium erythrostachyum
- Anthurium esmeraldense
- Anthurium x excelsior x hort
- Anthurium eximium
- Anthurium expansum
- Anthurium exstipulatum
- Anthurium falcatum
- Anthurium fasciale
- Anthurium x fastuosum hort
- Anthurium fatoense
- Anthurium fendleri
- Anthurium fernandezii
- Anthurium x ferrierense (A. andreanum x A. nymphaeifolium)
- Anthurium filiforme
- Anthurium flavescens
- Anthurium flavidum
- Anthurium flavo-lineatum
- Anthurium flavoviride
- Anthurium flexile
  - Anthurium flexile ssp. flexile
  - Anthurium flexile ssp. muelleri
- Anthurium folsomianum
- Anthurium fontoides
- Anthurium foreroanum
- Anthurium forgetii
- Anthurium formosum
- Anthurium fornicifolium
- Anthurium fragrantissimum
- Anthurium fraseri
- Anthurium friedrichsthalii
- Anthurium x froebelii hort. (A. ornatum x A. andreanum)
- Anthurium fulvo-lineatum
- Anthurium funiferum
- Anthurium furcatum
- Anthurium fusiforme
- Anthurium fuscopunctatum
- Anthurium gaffurii
- Anthurium galactospadix
- Anthurium x galeottii hort.
- Anthurium x gandavense hort.
- Anthurium gandogeri
- Anthurium gaudichaudianum
  - Anthurium gaudichaudianum var. chamissonis
  - Anthurium gaudichaudianum var. cuneifolium
  - Anthurium gaudichaudianum var. libonianum
- Anthurium gehrigeri
- Anthurium geitnerianum
- Anthurium geniculatum
- Anthurium gentryi
- Anthurium gilgii
- Anthurium ginesii
- Anthurium gladiifolium
- Anthurium glanduligerum
- Anthurium glaucophyllum
- Anthurium glaucospadix
- Anthurium globosum
- Anthurium gloriosum
- Anthurium x goldringi hort.
- Anthurium gonzalezii
- Anthurium gracile
- Anthurium gracililaminum
- Anthurium gracilipedunculatum
- Anthurium gracilispadix
- Anthurium gracilistipum
- Anthurium grande
- Anthurium grandifolium
- Anthurium x greigii hort
- Anthurium grex-avium
- Anthurium x greyanum hort
- Anthurium griseum
- Anthurium x grusonii
- Anthurium gualeanum
- Anthurium guallupense
- Anthurium guanacense
- Anthurium guanchezii
- Anthurium guayaquilense
- Anthurium guildingii
- Anthurium gunnarii
- Anthurium gustavii
- Anthurium guyaquilense
- Anthurium gymnopus
- Anthurium hacumense
- Anthurium hagsaterianum
- Anthurium hahnii
- Anthurium halmoorei
- Anthurium hammelii
- Anthurium x hardyanum (A. andreanum x A. eduardii
- Anthurium harlingianum
- Anthurium harrisii
  - Anthurium harrisii fo. assimile
  - Anthurium harrisii var. assimile
  - Anthurium harrisii fo. beyrichianum
  - Anthurium harrisii var. beyrichianum
  - Anthurium harrisii var. consanguineum
  - Anthurium harrisii var. erythropodum
  - Anthurium harrisii var. grahamianum
  - Anthurium harrisii var. ianthinopodum
  - Anthurium harrisii var. intermedium
  - Anthurium harrisii var. pulchrum
- Anthurium hastifolium
- Anthurium x hastiferum hort. (A. leuconeurum x A. subsignatum?)
- Anthurium hebetatilaminum
- Anthurium hebetatum
- Anthurium hebetatilaminum
- Anthurium heptaphyllum
- Anthurium x hero (A. crystallinum x A. veitchii)
- Anthurium herthae
- Anthurium heteroclitum
- Anthurium hickenii
  - Anthurium hickenii var. leiophyllum
  - Anthurium hickenii var. ovaliellipticum
- Anthurium hieronymi
- Anthurium hoehnei
- Anthurium hoffmannii
- Anthurium x hollandi hort.
- Anthurium holmgrenii
- Anthurium holmnielsenii
  - Anthurium holtonianum var. cohaerens
- Anthurium hookeri (Bird's Nest Anthurium)
  - Anthurium hookeri var. longecuneatum
- Anthurium hooveri
- Anthurium hornitense
- Anthurium x hortulanum
- Anthurium x hrubyi hort. (A.? walujewii x A.? spendidum)
- Anthurium huallagense
- Anthurium huanucense
- Anthurium huixtlense
- Anthurium humboldtianum
  - Anthurium humboldtianum subsp. viridispadix
- Anthurium humoense
- Anthurium hutchisonii
- Anthurium x hybridum hort.
- Anthurium hygrophilum
- Anthurium hylaeum
- Anthurium hylophilum
- Anthurium idmense
- Anthurium imperiale
- Anthurium impolitum
- Anthurium incomptum
- Anthurium interruptum
  - Anthurium incomptum var. wintersii
- Anthurium inconspicuum
- Anthurium incurvatum
  - Anthurium incurvatum var. elatius
- Anthurium incurvum
- Anthurium infectorium
- Anthurium insculptum
- Anthurium insigne
- Anthurium interruptum
- Anthurium inzanum
- Anthurium iramirezae
- Anthurium x isarense  (A. veitchii x A. andreanum)
- Anthurium isertianum
- Anthurium itanhaense
- Anthurium jamesoni
- Anthurium jaramilloi
- Anthurium jefense
- Anthurium jenmanii
- Anthurium jilekii
- Anthurium jimenae
- Anthurium johnsoniae
- Anthurium jorgensenii
- Anthurium julianii
  - Anthurium julianii subsp. smaragdinum
- Anthurium julospadix
- Anthurium jureianum
- Anthurium kallunkiae
- Anthurium kamemotoanum
- Anthurium karstenianum
- Anthurium kastelskii
- Anthurium x kellerianum hort. (A. leuconeurum x A. sp.),
- Anthurium kellermannii
- Anthurium knappiae
- Anthurium kolbii
- Anthurium kunthii
- Anthurium lacerdae
- Anthurium laciniosum
- Anthurium lactifructum
- Anthurium x laingi hort. (A. andreanum x A. chantrieri)
- Anthurium lancea
- Anthurium lanceolatum
- Anthurium lancetillense
- Anthurium x lanceum (A. galeotii x A. miquelianum)
- Anthurium lancifolium
  - Anthurium lancifolium var. albifructum
  - Anthurium lancifolium var. lancifolium
- Anthurium langsdorffii
- Anthurium lanjouwii
- Anthurium latecordatum
- Anthurium latemarginatum
- Anthurium latifolium
- Anthurium latissimum
- Anthurium x laucheanum hort
- Anthurium laucheanum
- Anthurium x lawrenceanum (A. andreanum x A. houletranum)
- Anthurium lechlerianum
- Anthurium lehmannii
- Anthurium lennartii
- Anthurium lentii
- Anthurium x leodiense hort
- Anthurium leonardianum
- Anthurium leonianum
- Anthurium leopoldianum
- Anthurium leptocaule
- Anthurium leptostachyum
- Anthurium leuconeurum
- Anthurium leucostachyum
- Anthurium leveillei
- Anthurium lezamae
- Anthurium lhotzkyanum
- Anthurium x liervali hort
- Anthurium lievenii
- Anthurium lilacinum
- Anthurium x lindenianum hort.
- Anthurium lindmanianum
- Anthurium lineolatum
- Anthurium lingua
- Anthurium linguifolium
- Anthurium litanum
- Anthurium lividispica
- Anthurium llanense
  - Anthurium llanoense subsp. oblongispicum
- Anthurium llewelynii
- Anthurium loefgrenii
- Anthurium longegeniculatum
- Anthurium longicaudatum
- Anthurium longicuspidatum
- Anthurium longifolium
  - Anthurium longifolium var. elongellum
- Anthurium longilaminatum
- Anthurium longipeltatum
- Anthurium longipes
- Anthurium longispadiceum
- Anthurium longissimum
  - Anthurium longissimum subsp. nirguense
- Anthurium longistamineum
- Anthurium longistipitatum
- Anthurium loretense
- Anthurium louisii
- Anthurium lubbersianum
- Anthurium lucens
- Anthurium lucidum
- Anthurium lucorum
- Anthurium lunatum
- Anthurium luteolum
- Anthurium lutescens
- Anthurium luteynii
- Anthurium macarenense
- Anthurium macbridei
- Anthurium macdanielii
- Anthurium machetioides
- Anthurium macrocephalum
- Anthurium x macrolobium hort. (A. leuconeurum x A. pedatoradiatum)
- Anthurium macrolonchium
- Anthurium macrophyllum
- Anthurium macrophyllum
- Anthurium macrospadix
- Anthurium macrostachyum
- Anthurium macrourum
- Anthurium maculosum
- Anthurium madisonianum
- Anthurium magnificum
- Anthurium magnifolium
- Anthurium maguirei
- Anthurium x makoyanum hort.
- Anthurium malianum
- Anthurium manabianum
- Anthurium mancuniense
- Anthurium manuanum
- Anthurium marense
- Anthurium margaricarpum
- Anthurium marinoanum
- Anthurium marmoratum
- Anthurium martianum
- Anthurium masfense
- Anthurium maximiliani
- Anthurium melampyi
- Anthurium melastomatis
- Anthurium membranaceum
- Anthurium mendoncai
- Anthurium metallicum
- Anthurium michelii
- Anthurium miconiifolium
- Anthurium microphyllum
- Anthurium microstachyum
- Anthurium minarum
- Anthurium mindense
- Anthurium miniatum
- Anthurium microspadix
- Anthurium miquelianum
- Anthurium montanum
- Anthurium monteverdense
- Anthurium monticolum
- Anthurium monzonense
- Anthurium moonenii
- Anthurium mooreanum
- Anthurium x mortfontanense (A. andreanum x A. magnificum)
- Anthurium mourai
- Anthurium multinervium
- Anthurium multisulcatum
- Anthurium myosuroides
- Anthurium myosurus
- Anthurium nakamurae
- Anthurium nanegalense
- Anthurium nanospadix
- Anthurium nanum
- Anthurium napaeum
- Anthurium narinoense
- Anthurium navasii
- Anthurium nelsonii
- Anthurium nemorale
- Anthurium nemoricola
- Anthurium nervatum
- Anthurium nicolasianum
- Anthurium nigrescens
- Anthurium nigropunctatum
- Anthurium niqueanum
- Anthurium nitens
- Anthurium nitidulum
- Anthurium nitidum
- Anthurium nizandense
- Anthurium nubicola
- Anthurium nymphaeifolium
  - Anthurium nymphaeifolium var. cochleatum
  - Anthurium nymphaeifolium var. furcatum
  - Anthurium nymphaeifolium var. nymphaefolium
- Anthurium obliquatum
- Anthurium oblongatum
- Anthurium oblongifolium
- Anthurium oblongo-cordatum
- Anthurium obovatum
- Anthurium obscurinervium
- Anthurium obtegens
- Anthurium obtusatum
- Anthurium obtusifolium
- Anthurium obtusilobum
- Anthurium obtusum
- Anthurium occidentale
- Anthurium ochraceum
- Anthurium ochranthum
- Anthurium ochreatum
- Anthurium ochrostachyum
  - Anthurium oernestii var. oellgaardii
- Anthurium oerstedianum
- Anthurium olfersianum
  - Anthurium olfersianum var. acutangulum
  - Anthurium olfersianum var. alienigenum
  - Anthurium olfersianum var. leptostachyum
  - Anthurium olfersianum var. vellozianum
- Anthurium oreodoxum
  - Anthurium oreodoxum var. cupreum
  - Anthurium oreodoxum var. stipitatum
- Anthurium oreophilum
- Anthurium organense
- Anthurium orientale
- Anthurium x ortgiesii' hort
- Anthurium ottonis
- Anthurium ovandense
- Anthurium ovatifolium
- Anthurium ovatum
- Anthurium oxybelium
- Anthurium oxycarpum.
- Anthurium oxyphyllum
- Anthurium oxystachyum
- Anthurium pachylaminum
- Anthurium pachyphyllum
- Anthurium pachyspathum
- Anthurium pageanum
- Anthurium palacioanum
- Anthurium palenquense
- Anthurium pallatangense
- Anthurium pallens
- Anthurium pallidiflorum
- Anthurium x pallidinervium (A. andreanum x A. warocqueanum)
- Anthurium palmatum
- Anthurium paludosum
- Anthurium panamense
- Anthurium panduriforme
- Anthurium pangoanum
- Anthurium papillilaminum
- Anthurium papillosum
- Anthurium x paradisae (A. andreanum x A. ornatum)
- Anthurium paradisicum
- Anthurium paraguayense
  - Anthurium paraguayense var. coroicoanum
- Anthurium parambae
- Anthurium pariense
- Anthurium parile
- Anthurium parvispathum
- Anthurium parvum
- Anthurium pastazanum
- Anthurium patulum
- Anthurium pauciflorum
- Anthurium paucinerve
- Anthurium pedatoradiatum
  - Anthurium pedatoradiatum ssp. helleborifolium
  - Anthurium pedatoradiatum ssp. pedatoradiatum
- Anthurium pedatum
- Anthurium pedunculare
  - Anthurium pedunculare var. intermedium
- Anthurium pellucidopunctatum
- Anthurium peltatum
- Anthurium peltigerum
- Anthurium pendens
- Anthurium pendulifolium
- Anthurium pendulispadix
- Anthurium penningtonii
- Anthurium pentaphyllum
  - Anthurium pentaphyllum var. bombacifolium
  - Anthurium pentaphyllum var. pentaphyllum
- Anthurium pergamentaceum
- Anthurium perijanum
- Anthurium x perversum (A. leuconeurum x A. sp.)
- Anthurium petrophilum
- Anthurium pfitzeri
- Anthurium philodendroides
- Anthurium pichinchae
  - Anthurium pichinchae fo. rigescens
- Anthurium pilonense
- Anthurium pirottae
- Anthurium pirrense
- Anthurium pittieri
  - Anthurium pittieri var. fogdenii
  - Anthurium pittieri var. morii
  - Anthurium pittieri var. pittieri
- Anthurium plantagineum
- Anthurium platyrhizum
- Anthurium plowmanii
- Anthurium pluricostatum
- Anthurium plurisulcatum
- Anthurium pluviaticum
- Anthurium podophyllum
- Anthurium pohlianum
- Anthurium poiteanum
- Anthurium polydactylum
- Anthurium polyneuron
- Anthurium polyphlebium
- Anthurium polyschistum
- Anthurium polystictum
  - Anthurium porrectum var. microspadix
- Anthurium praealtum
- Anthurium praemontanum
- Anthurium pranceanum
- Anthurium procerum
- Anthurium prolatum
- Anthurium prominens
- Anthurium propinquum
  - Anthurium propinquum var. albispadix
- Anthurium protensum
  - Anthurium protensum ssp. arcuatum
  - Anthurium protensum ssp. protensum
- Anthurium pseudoclavigerum
- Anthurium pseudospectabile
- Anthurium psilostachyum
- Anthurium psilurum
- Anthurium ptarianum
- Anthurium puberulinervium
- Anthurium puelanum
- Anthurium pulchellum
- Anthurium pulverulentum
  - Anthurium pulverulentum var. adsimile
- Anthurium punctatum
- Anthurium purdieanum
  - Anthurium purdieanum var. revolutum
- Anthurium purpureospathum
- Anthurium purpureum
- Anthurium x pynaertii [(A. andreanum x A. lindenianum) x A. andreanum]
- Anthurium pyrifolium
- Anthurium quindiuense
- Anthurium quinquenervium
- Anthurium quinquesulcatum
- Anthurium quitense
- Anthurium radiatum
- Anthurium radicans
- Anthurium rafaelense
- Anthurium raimundii
- Anthurium ramonense
- Anthurium ranchoanum
- Anthurium ravenii
- Anthurium redolens
- Anthurium reflexinervium
- Anthurium reflexum
- Anthurium regale
- Anthurium x regelii (A. trilobum x A. ochranthum)
- Anthurium remotigeniculatum
- Anthurium reptans
- Anthurium resectum
- Anthurium reticulatum
  - Anthurium reticulatum var. truncatulum
- Anthurium retiferum
- Anthurium retusum
- Anthurium rhizophorum
- Anthurium rhodorhizum
- Anthurium rhodostachyum
- Anthurium ricaurtense
- Anthurium x ridolfianum
- Anthurium rigescens
- Anthurium rigidifolium
- Anthurium x rigousti hort.
- Anthurium rimbachii
- Anthurium riofrioi
- Anthurium riograndicolum
- Anthurium rionegrense
- Anthurium riparium
- Anthurium rivulare
- Anthurium rivulorum
- Anthurium x robustum hort. (A. regale x A. sp.)
- Anthurium robustum
- Anthurium rodrigueziae
- Anthurium roraimense
- Anthurium x rosaeflorum hort.
- Anthurium roseospadix
- Anthurium x roseum hort.
- Anthurium x rothschildianum hort.
- Anthurium rotundilobum
- Anthurium x rotundispathum (A. lindenianum x A. andreanum)
- Anthurium rotundistigmatum
- Anthurium rubescens
- Anthurium rubrifructum
- Anthurium rubrinervium
- Anthurium rugulosum
- Anthurium rupestre
- Anthurium rupicola
- Anthurium rzedowskii
- Anthurium saccardoi
- Anthurium sagawae
- Anthurium sagittale
- Anthurium sagittatum
- Anthurium sagittellum
- Anthurium x salmoneum hort. (A. lindenianum x A. andreanum)
- Anthurium salvadorense
- Anthurium salviniae
- Anthurium sanctifidense
- Anthurium x sanderi hort.
- Anthurium sanguineum
- Anthurium santiagoense
- Anthurium sapense
- Anthurium sarmentosum
  - Anthurium sarmentosum var. brachypodum
- Anthurium sarmentosum var. ficifolium
- Anthurium sarukhanianum
- Anthurium saxosum
- Anthurium scaberulum
- Anthurium scabrinerve
  - Anthurium scabrinerve var. lloense
- Anthurium scandens : Pearl Laceleaf
  - Anthurium scandens ssp. pusillum
  - Anthurium scandens   ssp. scandens
  - Anthurium scandens var. dolosum
  - Anthurium scandens var. latifolium
  - Anthurium scandens var. leucocarpum
  - Anthurium scandens var. ovalifolia
  - Anthurium scandens var. scandens
  - Anthurium scandens var. sodiroi

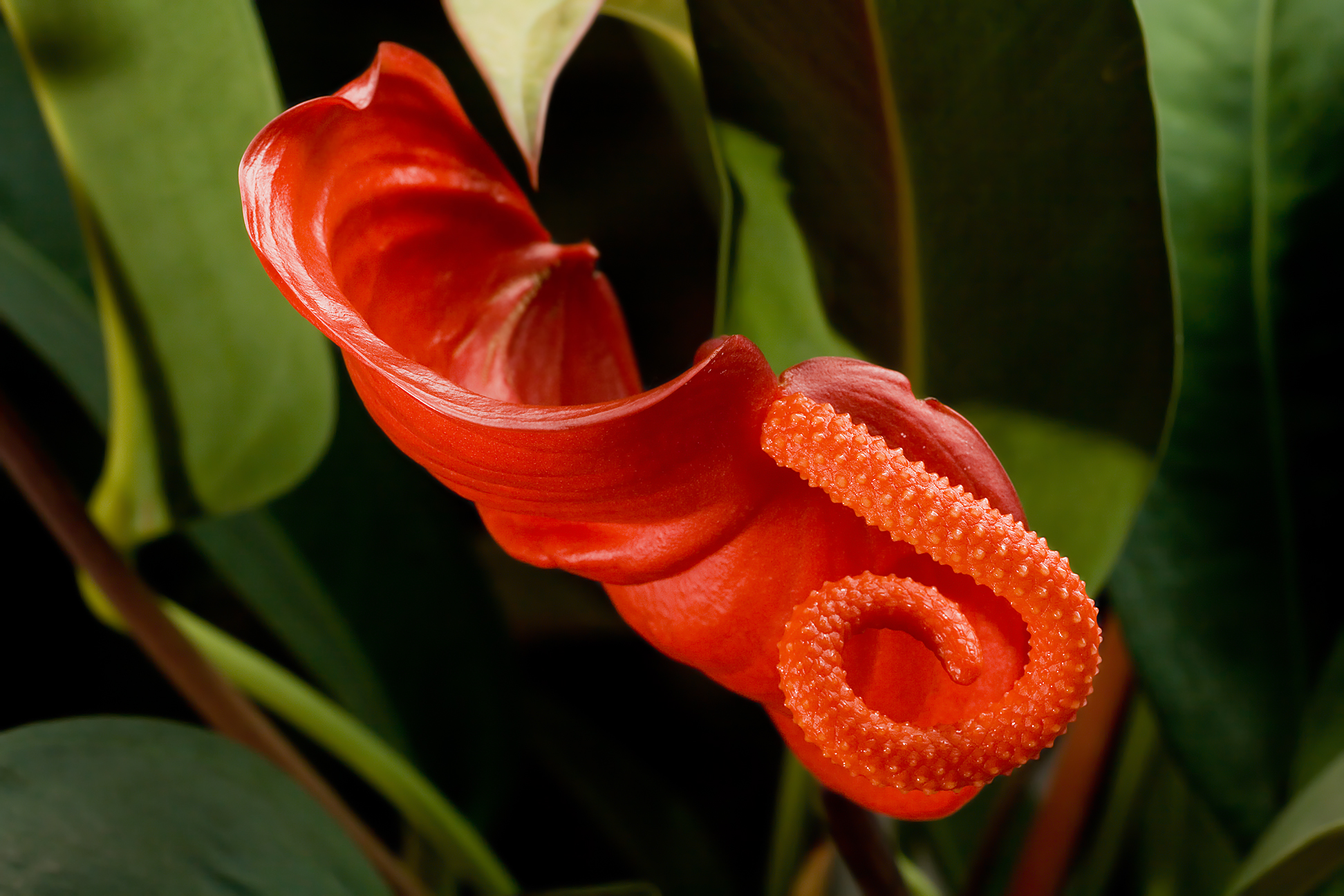
Anthurium scherzerianum

- Anthurium scherzerianum : Flamingo Plant, Banner Plant
  - Anthurium scherzerianum var. albo-punctatum
  - Anthurium scherzerianum var. albo-striatum
  - Anthurium scherzerianum var. atrosanguineum hort.
  - Anthurium scherzerianum var. aurorae hort.
  - Anthurium scherzerianum var. bruxellense
  - Anthurium scherzerianum var. carnotianum
  - Anthurium scherzerianum var. eburneum
  - Anthurium scherzerianum var. foliatum
  - Anthurium scherzerianum var. gallicum
  - Anthurium scherzerianum var. gandavense
  - Anthurium scherzerianum var. giganteum
  - Anthurium scherzerianum var. minutepunctatum
  - Anthurium scherzerianum var. peetersianum
  - Anthurium scherzerianum var. rodigasianum
  - Anthurium scherzerianum var. rotundispathaceum
  - Anthurium scherzerianum var. stipitatum
  - Anthurium scherzerianum var. vallerandiae
  - Anthurium scherzerianum var. viridescens
  - Anthurium scherzerianum var. viridimaculata
  - Anthurium scherzerianum var. williamsii
- Anthurium schlechtendalii
  - Anthurium schlechtendalii ssp. jimenezii
  - Anthurium schlechtendalii ssp. schlechtendalii
- Anthurium x schmidtscheni hort
- Anthurium schottianum
- Anthurium schunkei
- Anthurium sclerophyllum
- Anthurium seibertii
- Anthurium seleri
- Anthurium selloum
- Anthurium sellowianum
- Anthurium septuplinervium
- Anthurium siccisilvarum
- Anthurium signatum
- Anthurium silanchense
- Anthurium silvicolum
- Anthurium silvigaudens
- Anthurium simpsonii
- Anthurium sinuatum
- Anthurium smaragdinum
- Anthurium smilaciforme
- Anthurium smithii
- Anthurium sodiroanum
- Anthurium soederstroemii
- Anthurium solitarium
- Anthurium solomonii
- Anthurium soukupii
- Anthurium sparreorum
- Anthurium spathiphyllum
- Anthurium spathulifolium
- Anthurium spectabile
- Anthurium x splendidum hort
- Anthurium standleyi
- Anthurium stans
- Anthurium stenoglossum
- Anthurium stipitatum
- Anthurium stipulosum
- Anthurium striatipes
- Anthurium striatum
- Anthurium striolatum
- Anthurium stuebelii
- Anthurium subcarinatum
- Anthurium subcaudatum
- Anthurium subcoerulescens
- Anthurium subcordatum
  - Anthurium subcordatum ssp. chlorocardium
- Anthurium subdeltoideum
- Anthurium subellipticum
- Anthurium subhastatum
- Anthurium subovatum
- Anthurium. subrotundum
- Anthurium subsagittatum
- Anthurium subscriptum
- Anthurium subsignatum
  - Anthurium subsignatum var. garagaranum
  - Anthurium subsignatum var. rotundilobatum
- Anthurium subtriangulare
- Anthurium subtrigonum
- Anthurium subtrilobum
- Anthurium subtruncatum
- Anthurium subulatum
- Anthurium sucrii
- Anthurium sulcatum
- Anthurium superbum
  - Anthurium superbum ssp. brentberlinii
- Anthurium supianum
- Anthurium supraglandulum
- Anthurium sytsmae
- Anthurium tacarcunense
- Anthurium tachiranum
- Anthurium tamaense
- Anthurium tarapotense
- Anthurium tatei
- Anthurium tenaense
- Anthurium tenerum
- Anthurium tenuicaule
- Anthurium tenuifolium
- Anthurium tenuispica
- Anthurium teribense
- Anthurium terracolum
- Anthurium terryae
- Anthurium testaceum
- Anthurium theresiopolitanum
- Anthurium thrinax
- Anthurium tikunorum
- Anthurium tilaranense
- Anthurium timplowmanii
- Anthurium tingomariense
- Anthurium titanium
- Anthurium tlaxiacense
- Anthurium tolimense
- Anthurium tonduzii
- Anthurium tonianum
- Anthurium treleasei
- Anthurium trianae
- Anthurium tricarinatum
- Anthurium tridigitatum
- Anthurium x trilobum hort.

- Anthurium trinerve
- Anthurium trinervium
- Anthurium triphyllum
- Anthurium trisectum
- Anthurium trisulcatum
- Anthurium truncicolum

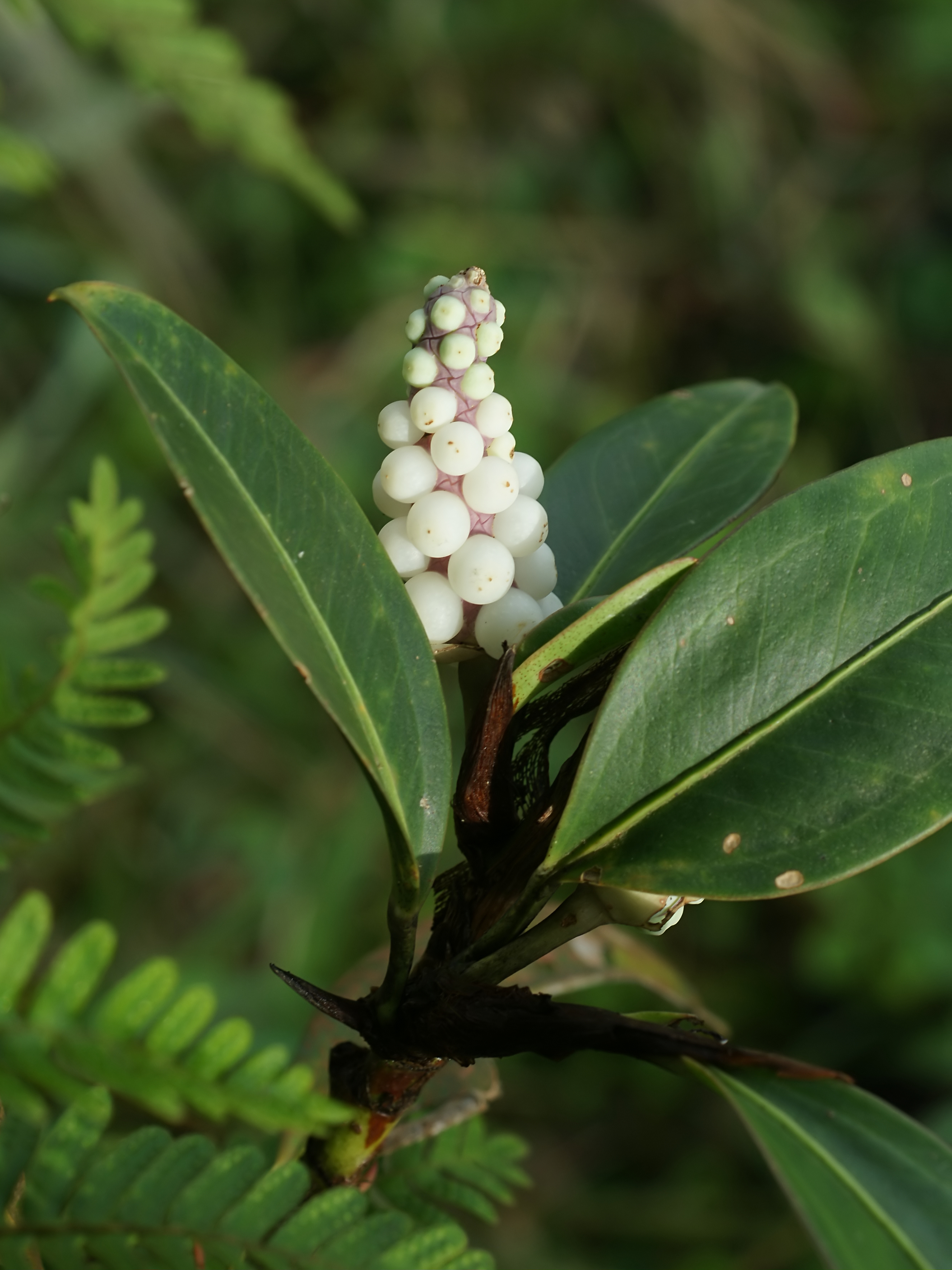
Anthurium trinerve

  - Anthurium truncicolum var. brevilobum
  - Anthurium truncicolum var. platylobum
- Anthurium tutense
- Anthurium tysonii
- Anthurium uleanum
  - Anthurium uleanum var. nanayense
  - Anthurium uleanum var. uleanum
- Anthurium umbraculum
- Anthurium umbricolum
  - Anthurium umbricolum var. rupicolum
- Anthurium umbrosum
- Anthurium upalaense
- Anthurium urbanii
- Anthurium utleyorum
- Anthurium validifolium
- Anthurium validinervium
- Anthurium vallense
- Anthurium x van wambekeanum hort.
  - Anthurium variabile var. ottonianum
  - Anthurium variabile var. variabile
- Anthurium variegatum
- Anthurium vaupesianum
- Anthurium veitcheum hort.
- Anthurium veitchii ("King Anthurium")
  - Anthurium veitchii var. acuminatum
  - Anthurium veitchii var. veitchii
- Anthurium velutium
- Anthurium venosum
- Anthurium ventanasense
- Anthurium verapazense
- Anthurium versicolor
- Anthurium vestitum
- Anthurium vinillense
- Anthurium viridescens
- Anthurium vittariifolium
- Anthurium vomeriforme
- Anthurium vulcanicum
- Anthurium wagenerianum
- Anthurium wallisii
- Anthurium waluiewi
- Anthurium wambeckeanum
- Anthurium warocqueanum ("Queen Anthurium")
- Anthurium watermaliense
- Anthurium weberbaueri
- Anthurium wedelianum
  - Anthurium wedelianum ssp. viridispadix
  - Anthurium wedelianum  ssp. wedelianum
- Anthurium wendlingeri
- Anthurium werffii
- Anthurium willdenowii
  - Anthurium willdenowii var. brevifolium
  - Anthurium willdenowii var. pohlii
- Anthurium willifordii
- Anthurium x wittmackii hort.
- Anthurium wolfii
- Anthurium wullschlagelii
- Anthurium wurdackii
- Anthurium xanthoneurum
- Anthurium xanthophylloides
- Anthurium yarumalense
- Anthurium yetlense
- Anthurium yurimaguense
- Anthurium yutajense